# Danh sách Sultan của Zanzibar

Cờ của vương quốc Zanzibar

Chức danh Sultan của Zanzibar được thành lập vào ngày 19 tháng 10 năm 1856, sau cái chết của Sa'id ibn Sultan, người đã trị vì đồng thời Oman và Zanzibar với chức danh Sultan của Oman kể từ năm 1804. Các Sultan của Zanzibar là một nhánh của Nhà Al Bu Sa'id ở Oman.